# Piet Jabaay
Piet Jabaay, eigenlijk Pleun Jabaaij (Rotterdam, 17 maart 1912 – Roquebrune-Cap-Martin, 12 november 1992), was een Nederlands schilder en tekenaar.

## Leven en werk
Jabaay werd opgeleid aan de Academie van Beeldende Kunsten en Technische Wetenschappen in Rotterdam, als leerling van Johannes Gerardus Heijberg, Aart Glansdorp en Herman Mees. Hij schilderde, aquarelleerde en tekende landschappen en stillevens, maar kreeg vooral bekendheid als portretschilder.
Tijdens de Tweede Wereldoorlog was hij ondergedoken, daarna woonde hij in Tongeren (1952-1952) en Emst (1952-1959). Rond 1960 verhuisde Piet Jabaay met zijn vrouw naar Frankrijk. Hij overleed er in 1992, op 80-jarige leeftijd.

## Werken (selectie)
- 1950: pentekening van de Martinus Grote Kerk in Epe.[5]
- 1951: portret van mevrouw E.(Elly) van Burgeler- de Vries in avondkleding/ Part. collectie
- 1963: portret van mevrouw Kroeshof-Boonstra, directrice, collectie Deventer schouwburg.
- 1966?: portret van burgemeester mr. C.N. Renken, collectie gemeente Epe.
- 1980: portret van burgemeester J.H. Bergh, collectie gemeente Epe.
- portret van violiste Nobuko Imai.